# Luc Van den hove

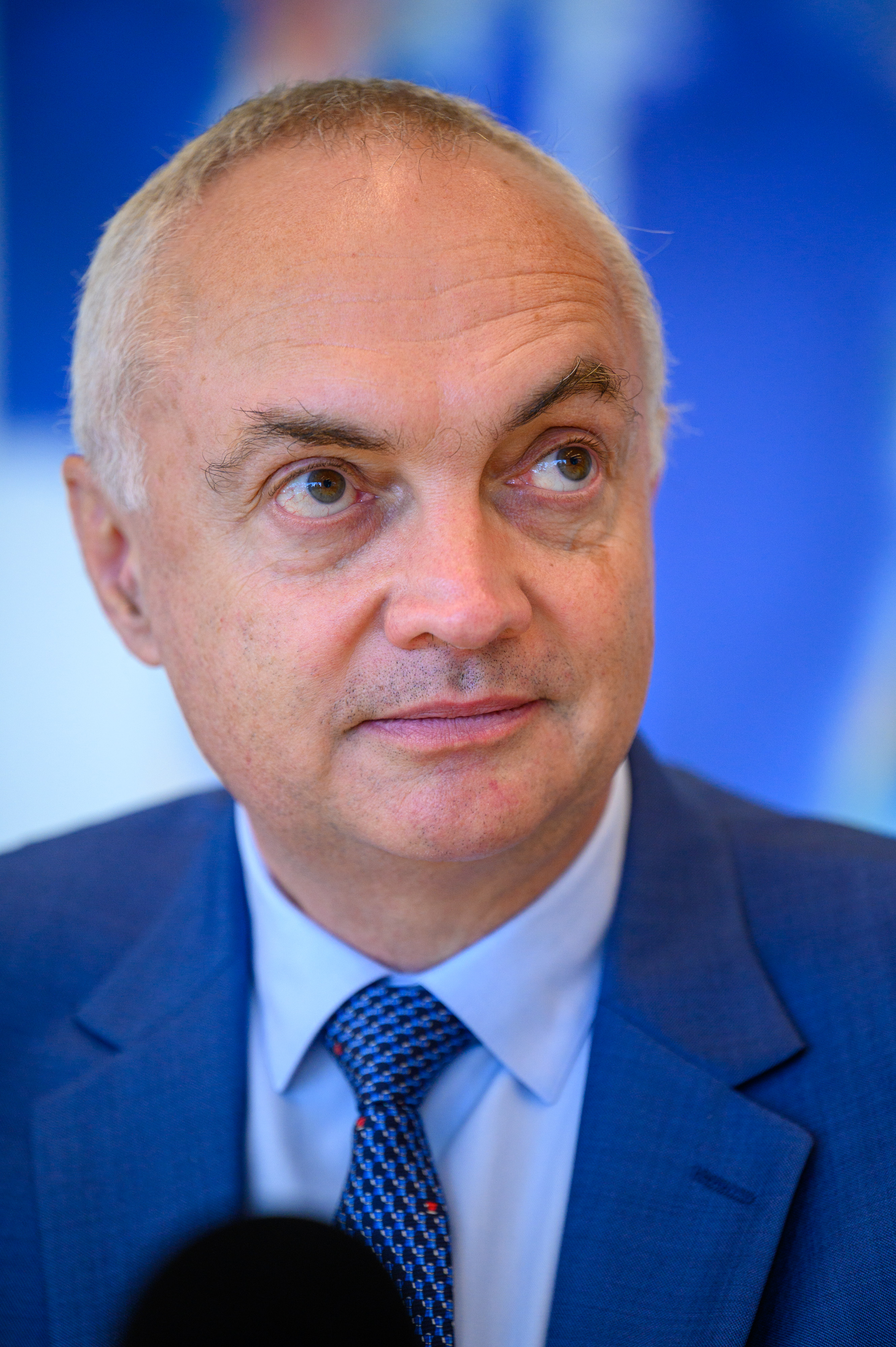
Luc Van den hove (2021)

Luc Van den hove (Turnhout, 1 maart 1960) is een Belgisch burgerlijk elektrotechnisch ingenieur. Hij is gewoon hoogleraar aan de faculteit ingenieurswetenschappen van de KU Leuven, actief in onderzoek aan de Geassocieerde Afdeling ESAT - INSYS (INSYS - Integrated Systems) en sinds 2009 voorzitter en chief executive officer (CEO) van imec.
Op zijn tienjarige leeftijd verhuisde het gezin van Van den hove van Turnhout naar Leuven, waar hij les volgde aan het Sint-Pieterscollege. Van den hove behaalde in 1983 de graad van burgerlijk ingenieur aan de KU Leuven, waar hij ook in 1988 promoveerde tot doctor in de toegepaste wetenschappen aan het departement elektrotechniek met het proefschrift "Advanced interconnection and contact schemes based on TiSi2 and CoSi2 : relevant materials issues and technological implementation". Intussen, in 1984, het oprichtingsjaar van imec, had Van den hove reeds het onderzoeksinstituut imec vervoegd en werkte daar als teamleader interconnectietechnologie en onderzoeker in silicide en interconnectietechnologieën. In 1988 werd hij bevorderd tot manager van de lithografiegroep, in 1996 afdelingsdirecteur van de procestechnologie, en in 1998 Vice-President van de divisie halfgeleidertechnologie. In januari 2007 werd hij benoemd tot Executive Vice President & Chief Operating Officer (COO), om twee jaar later de fakkel van bedrijfsleider over te nemen van Gilbert Declerck.
Hij is auteur of coauteur van meer dan tweehonderd publicaties en bijdragen voor conferenties. Verder is hij spreker op het gebied van technologietrends en applicaties voor nano-elektronica op conferenties wereldwijd. Hij heeft meer dan 50 keynotepresentaties op zijn naam.
Van den hove zetelt tevens sinds 2016 als onafhankelijk bestuurder in de raad van bestuur van de Proximus Groep. Hij is ook lid van het Technology Strategy Committee van ASML.
In 2023 ontving hij de Robert N. Noyce Medal vanwege zijn leiderschap in het creëren van een wereldwijd onderzoeksecosysteem in nano-elektronicatechnologie. Zijn werk heeft toepassingen mogelijk gemaakt die variëren van high performance computing tot gezondheidszorg.
Op 11 juli 2025, de Vlaamse Feestdag, ontving hij in het Errerahuis het Ereteken van de Vlaamse Gemeenschap uit handen van Matthias Diependaele, Minister-president van Vlaanderen.
- International Standard Name Identifier: 0000 0000 3424 4055
- Virtual International Authority File: 68254749